# Satoshi Horinouchi
Satoshi Horinouchi (født 26. oktober 1979) er en tidligere japansk fodboldspiller.
Han har spillet for flere forskellige klubber i sin karriere, herunder Urawa Reds.